# Felix Oswald
Felix Arthur Clair Oswald (* 3. November 1866 in London; † 3. November 1958) war ein englischer Geologe und Archäologe, der grundlegende Forschungen zur römischen Terra Sigillata durchführte.
Felix Oswald, Sohn von Eugene Oswald, studierte an der Universität London (B.A.) und war danach im öffentlichen Dienst tätig.
1898 begleitete er Harry Finis Blosse Lynch als Geologen auf seiner Reise durch Türkisch-Armenien. Daraus entstand sein Buch A Treatise on the Geology of Armenia, mit dem er den Doktortitel der Universität London erwarb. 1907 wurde er Fellow der Geological Society of London. 1911 bereiste er im Auftrag des British Museum Zentralafrika. 1914 reiste er im Auftrag der russischen Regierung im Kaukasus, um nach weiteren Ölquellen zu suchen. Daraus entstand seine geologische Karte des Kaukasus.
Beruflich war er bis zu seiner Pensionierung 1936 als „Probate Registrar“ für die East Midlands in Nottingham tätig. Hatte er sich bereits seit seiner Jugend für die provinzialrömischen Hinterlassenschaften Englands interessiert, so konnte er nun seit 1911 Ausgrabungen in Margidunum durchführen. Zu seinem Spezialgebiet wurde die Erforschung der römischen Terra Sigillata, hier legte er neben einer für lange Zeit grundlegenden Einführung Indices der Töpferstempel und der figürlichen Punzen vor.
Die University of Nottingham ernannte ihn zum „Honorary Reader of History of Roman Britain“.

## Veröffentlichungen (Auswahl)
- A Treatise on the Geology of Armenia. London 1906 Volltext
- A geological map of the Caucasus. London 1914
- Alone In The Sleeping-Sickness Country. London 1915 Volltext
- mit T. Davies Pryce: An introduction to the study of Terra Sigillata. Treated from a chronological standpoint. Longman, London u. a. 1920 (Republished with a preface and corrigenda & addenda by Grace Simpson. Gregg, London 1966) Volltext
- Index of Potters’ Stamps on Terra Sigillata.  East Bridgford 1931 (Nachdruck London 1964)
- Index of Figure Types on Terra Sigillata.  East Bridgford  1937 (Nachdruck London 1964)